# وارد كريستنسن
وارد كريستنسن (بالإنجليزية: Ward Christensen)‏ هو مبرمج أمريكي، ولد في 23 أكتوبر 1945 في ويست بيند في الولايات المتحدة.